# Cliffe Leslie
Thomas Edward Cliffe Leslie (21 juin 1825 – 27 janvier 1882) est un juriste et économiste irlandais. Il a été professeur de jurisprudence et d'économie politique à l' université Queen's de Belfast. Il est connu pour son opposition à la doctrine  de fonds salarial et pour  son intérêt pour les questions agricoles et les régimes de propriété foncières. C'est aussi un tenant de la méthode inductive en économie. 

## Biographie
T. E. Cliffe Leslie est né dans le comté de Wexford. C'est le second fils du révérend Edward Leslie rector d'Annahilt, dans le comté de Down. Sa famille d'ascendance est en Irlande depuis le règne de Charles I d'Angleterre.
Cliffe Leslie a reçu une éducation élémentaire de son père qui lui a appris le  grec et le latin. Puis il a été envoyé au  King William's College, sur l'Isle of Man. Puis il intègre le University of Dublin, Trinity College en 1842 où il se révèle un étudiant brillant  obtenant notamment une médaille d'or en philosophie morale et mentale à son examen de 1845. Il va allows à Londres suivre des cours de droit au Lincoln's Inn pour se préparer à être avocat, une profession qui n'a pas exercé et qui ne semble pas l'avoir attiré.
En 1853, Cliffe Leslie devient professeur de jurisprudence et d'économie politique Queen's College, Belfast. Ce poste ne requérant sa présence en Irlande que durant des temps assez court, il continue à résider à Londres où il écrit des  articles sur les questions économiques et sociales pour les principales revues et périodiques. Cliffe Leslie voyage beaucoup sur le continent spécialement en Belgique  et dans certaines régions agricoles de France et d'Allemagne où il étudie les effets des institutions et des styles de vie sur le conditions matérielles et morales des habitants. En 1860, il publie Land Systems and Industrial Economy of Ireland, England and Continental Countries où il incorpore certains de ces articles. JS Mill dans une revue de ce livre dans la Fortnightly Review estime que Cliffe Leslie est un des meilleurs auteurs vivants en économie politique appliquée.
En Belgique il se lie avec des célébrités belges telle que M. Lonce de Lavergne et surtout M. Émile de Laveleye dont il écrit un hommage posthume dans le Fortnightly Review de février 1881.

## Méthode
Cliffe Leslie insiste sur une approche inductive, historique et institutionnelle de l'économie, une méthodologie en vogue  à la fin du 19e siècle. Collison Black en 2002 voit l'œuvre de Leslie en économie appliquée comme étant complémentaire de l'approche théorique contemporaine. A ce titre, Leslie appartient à la tendance empirique de la pensée économique britannique celle de Francis Bacon et de David Hume.
Dans son Essay on Wages, publié d'abord en 1868 et reproduit comme appendice de son livre Land Systems il insiste sur le fait que l'économie doit être une science inductive, pas une science purement déductive comme celle des économistes classiques. Cette vision est réaffirmée et amplifiée dans son ouvrage de 1879. Dans un des chapitres de ce livre, il insiste sur le fait que dans la richesse des nations d'Adam Smith, coexistent une enquête historico-inductive à la façon de Montesquieu  avec des spéculations basés sur des fondements théologico-métaphysique. Selon lui les classiques on fait une erreur en ignorant le premier élément.

L'essai  le plus brillant et le plus  polémique contre l'économie orthodoxe ainsi que des lignes directrices de ce qui pouvait passer alors pour une nouvelle voie  est Hermathena. Dans cet ouvrage il se voit comme le fondateur de l'école historique anglaise d'économie politique.  De façon générale son insistance sur la nécessité de mener des enquêtes ainsi que ses travaux d'économie appliquée sont généralement appréciés même des tenants d'une économie plus déductive.

## Œuvre
- The Military Systems of Europe Economically Considered (1856)
- "Political Economy and the Rate of Wages", Fraser's Magazine (15 July 1868);    Reprinted in Land Systems... (1870) pp. 357–379. On line.
- Land Systems and Industrial Economy of Ireland, England and Continental Countries, London, Longmans, Green (1860); new edition, (1870)  (ISBN 0-678-00346-7)
- The Love of Money (1862) Reprinted in Essays in Political Economy, cited below, p. 189.
- "The Political Economy of Adam Smith", Fortnightly Review (1 November 1870)
- Financial Reform, Cobden Club Essays, 2nd Series (1871)
- "The History of German Political Economy", Fortnightly Review (1 July 1875)
- "On the Philosophical Method of Political Economy", Hermathena, Dublin University (1876)
- The Land System of France, Cobden Club Essays (1876)
- "Political Economy and Sociology", Fortnightly Review (1 January 1879)
- Essays in Political and Moral Philosophy, Dublin and London, Hodges, Foster & Figgis and Longmans, Green (1879)
- Essays in Political Economy, Dublin, Hodges, Figgis & Co. (1879, 1888)
- "Political Economy in the United States", Fortnightly Review (1 October 1880)
- "The Irish Land Question", Appleton's Journal (1881)
- "History and Future of Profit", Fortnightly Review (November 1881)

## Sources
- (en)  J. M. Rigg, « Leslie, Thomas Edward Cliffe », dans Sidney Lee, Dictionary of National Biography, vol. 33, Londres, Smith, Elder & Co, 1893, p. 108–9.
- F. W. Fetter, "Leslie, T. E. Cliffe", International Encyclopedia of the Social Sciences D. L. Sills (ed.) (Macmillan and Free Press, 1968), vol. 2.
- (en) « Cliffe Leslie », dans Encyclopædia Britannica [détail de l’édition], vol. 16, 1911 (lire sur Wikisource), p. 492–493.
- G. M. Koot, English Historical Economics, 1870–1926: The Rise of Economic History and Neomercantilism, Cambridge, Cambridge University Press (1987)
- G. M. Koot, "T. E. Cliffe Leslie, Irish Social Reform, and the Origins of the English Historical School of Economics," in James Wilson (1805–1860), Isaac Butt (1813–1879), T. E. Cliffe Leslie (1827–1882), ed. Mark Blaug, Elgar Reference Collection Series, Pioneers in Economics, vol. 22. Aldershot, Elgar pp. 92–116 (1991)
- Gregory C. G. Moore, "T. E. Cliffe Leslie and the English Methodenstreit," Journal of the History of Economic Thought 17 pp. 57–77 (Spring 1995)
- Geoffrey Martin Hodgson, "The Historical School in the British Isles", How Economics Forgot History: The Problem of Historical Specificity in the Social Sciences, Routledge (2001)  (ISBN 0-415-25716-6)
- R. D. Collison Black, "The political economy of Thomas Edward Cliffe Leslie (1826–82): a re-assessment", European Journal of the History of Economic Thought, Volume 9, Number 1, pp. 17–41 (1 March 2002)